# 魏飞
魏飞，清华大学化学工程系教授，研究领域为流态化、多相催化与煤化工、碳纳米管、下行床石油裂解。主持多个重点学术项目、担任多个学会理事、出版多本学术论著、发表数百篇论文、获得多个奖项与发明专利。中华人民共和国教育部第二批“长江学者”特聘教授。1980~1984年就读于华东石油学院炼制系，获学士学位；1984~1990年就读于石油大学化学工程系，先后获硕士、博士学位；1990~1992年于清华大学化学工程系从事博士后研究、后留校任教至今，1996年晋升教授；期间还曾前往加拿大西安大略大学、美国Ohio州立大学做访问学者。